# کاروانسرای زغالی‌ها
کاروانسرای زغالیها مربوط به دوره قاجار است و در همدان، خیابان شهداد، میدان مفتح، کوچه پای مصلی واقع شده و این اثر در تاریخ ۲۷ مرداد ۱۳۸۲ با شمارهٔ ثبت ۹۶۶۴ به‌عنوان یکی از آثار ملی ایران به ثبت رسیده است.

## وضعیت فعلی
در سال های دور کاربری این کاروانسرا انبار چوب بوده، اما این روزها مالکیت آن در دست دانشگاه بوعلی است. به دلیل فقدان مرمت و بازسازی و حفاظت از این بنای قدیمی      تخریب آن هر روز گسترده‌ تر می‌شود.
نمای بیرونی کاروانسرا با کاشی کاری و آجرکاری زیبا تزیین شده اما بخش اصلی كاروانسرا تخريب شده وتنها سردر و هشتی ورودي آن سالم مانده و به محلی برای تجمع کارتن خواب‌ها تبديل شده است.